# Webling (Dachau)
Webling ist ein Gemeindeteil der Großen Kreisstadt Dachau im oberbayerischen Landkreis Dachau.
Das Kirchdorf liegt circa zwei Kilometer nordwestlich von Dachau und ist über die Staatsstraße 2047 zu erreichen.

## Geschichte
Webling wurde am 1. April 1939 in die Stadt Dachau eingegliedert.

## Sehenswürdigkeiten
Siehe auch: Liste der Baudenkmäler in Webling
- Katholische Filialkirche St. Leonhard